# Прапор Капустинців

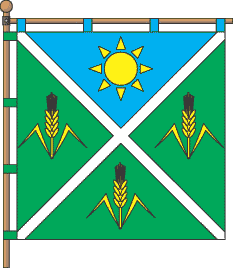
Прапор Капустинців

Прапор Капустинців — символ наслених пунктів Богданівської сільської ради  Яготинського району Київської області (Україна): Капустинців, Добраничівки і Плужників. Прапор 6 вересня 2003 затверджений сесією сільської ради (автор - О. Желіба).

## Опис
Квадратне полотнище з білим тонким андріївським хрестом, у верхньому синьому полі - жовте сонце, у трьох інших зелених полях - по жовтому колоску.

## Трактування
Сонце - втілення добра, тепла та світла.